# Any Dream Will Do (sång)
Any Dream Will Do är en sång skriven av Andrew Lloyd Webber och Tim Rice för musikalen Joseph and the Amazing Technicolor Dreamcoat från 1968. Sången är öppningsnumret i musikalen och sjungs huvudrollsinnehavaren Joseph.
Sången har framförts av flera artister, men mest känd är kanske Jason Donovan. Låten släpptes som singel 1991 då Donovan spelade huvudrollen som Joseph på West End i London.